# 终极实在
终極實在或究竟真實、终極現實（Ultimate Reality）是“在一切現實存在之中，至高、至终且根本的力量”，与哲学中的绝对概念严重重叠。

## 亞伯拉罕諸教
在亞伯拉罕諸教，包括基督教、天主教、伊斯蘭教、猶太教，非人格化的神是在幕后并超然万物的至高力量。神被描述为无形的、永恒的、全能的、全知的、全在的、全善的，通常也被描述为超脱时间（创造的现实之一）。神被认为是宇宙創造者与道德之源，通过自然法而被众所知。有时以否定的方式描述（否定神學），有时以积极的方式描述（肯定神学），任何教派使用的术语取决于他们对神的看法。神在每个教派中也往往有许多名称和头衔，无论是在犹太教、基督教还是伊斯兰教等。

## 佛教
佛教講究諸法皆空，一般拒绝終極實在的概念，认为任何事物的自性皆是空，就算涅槃畢竟是空。在一些上座部派系中，涅槃是究竟實相，但涅槃以消极的术语来描述，因為涅槃是無想和無為的。大乘佛教的某些派系中，佛性或法身被视为究竟實相。

## 儒教
儒教中的“天”代表着造物的最高秩序，在结构和性质上都是一元论的。“天”的概念随着时间的推移而演变，天上帝是一个超然的支配者，“天命”（亦称“性”）为万物之宿命。
秦汉时期儒家、道家都认为宇宙由“元气”化生，天地合气，万物自生，而道家还认为太一（道）是比天地更早的元气。
魏晉玄學出现了贵无论、崇有论和无无论三派。主张贵无论的王弼、何晏认为天地万物皆以“無”为本，开物成务，無往不存，阴阳化生，万物成形。主张崇有论的裴頠认为無者無以能生，故始生者自生，宇宙并非生于虚无。郭象的无无论认为万物独化、各自有性（天命）。
宋明理學主张“天道”维持秩序，“天理”为“自然法则”的意志和体现。周敦颐认为“无极”生“太极”为宇宙根本。邵雍认为“心”为“太极”、“道”为太极，太极为宇宙起源。朱熹认为太极即“天理”，“天理”生“元气”。而气学派反对“理生气”，认为理为气之理，“气”为宇宙万物根本。心學派王守仁认为“心”即是天理、天道，黄宗羲认为“心”即“气”，陸九淵认为“心”即是宇宙。

## 神道
神道的终极实在包括神灵显现出的荒魂（灾祸神），以及通过祭祀安抚其为和魂（守护神）。神是自然的体现，“和”既是人与神之间的关系，也是神道信仰的基本行为准则。

## 道家
约翰·希克认为，《道德经》中的“道”就是那个绝对的终极实在，而“可道”是那个被老子体验到并做出回应的“道”。《吕氏春秋·大樂》认为道无形无名，非要称名的话便是“太一”，并提出了从太一到两仪阴阳的宇宙万物生成论，郭店楚简中的《太一生水》也有类似的万物生成论。
葛洪认为“玄”为自然之始祖，万殊之大宗。“玄”孕育出元气诞生天地万物，“胞胎元一，范铸两仪，吐纳大始，鼓冶亿类”。

## 希腊哲学
在希腊哲学中，存在着客观至高力量或终极现实的观点，比如斯多葛派中，物理学泛神论将神与宇宙联系起来，神以祂的“气”理性地创造宇宙，以祂的邏各斯建立宇宙秩序，并以大爆燃毁灭宇宙，重新开始新生的过程。在新柏拉图主义中，作为善性或太一形式的终极实在，是一种不可言喻和超然的第一原则，是万物的起源与终结。阿那克西曼德认为宇宙的终极原初物质是阿派朗，是一种无限永恒的物质，也是万物的起源。亚里士多德认为，不动之动者“必须是一个不朽、不变的存在，最终对可感世界的所有整体和秩序负责”。

## 印度教
在印度教中，梵代表着至高的宇宙原则，宇宙中的终极實在。在印度教的主要流派中，祂是一切存在的四因。祂是遍在的、无性的、无限的、永远的真理和极乐，祂永恒不变却是所有变化的原因。梵作为一个形上学概念，是宇宙中一切多样性存在的单一联合。

## 表现形式

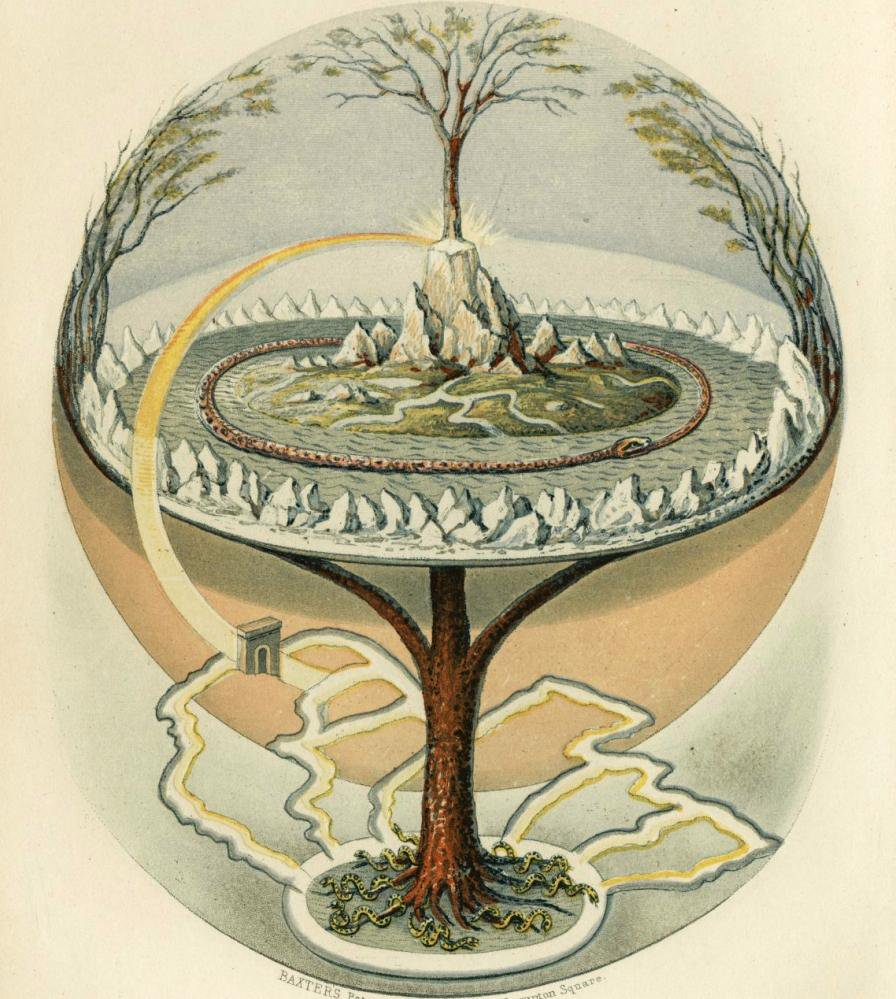
日耳曼宗教中的终极實在表現为世界之树

在神学者John D. Dadosky看来，“终极實在”的概念难以用文字、诗歌、神话和艺术来表达。由于“终极實在的矛盾方面”，悖论或矛盾经常被用作表示的媒介。
根据米尔恰·伊利亚德的说法，终极實在可以通过符号获得介导或啟示。
终极现实的常见符号包括世界树、生命树、小宇宙、火、孩子、圆圈、曼荼罗和人体。

## 延伸閱讀
- Neville, Robert C., , SUNY Press, 2001